# Sign, Sign
Sign, Sign är bandet Isolation Years fjärde album. Det släpptes den 31 januari 2007.

## Låtlista
1. "Albino Child" - 3:28
2. "Landslide" - 4:03
3. "That's All There Is" - 3:05
4. "Mostroems Instrumental" - 1:55
5. "Daddy I'm a Pilgrim Now" - 2:48
6. "The Monastery Waits" - 4:25
7. "Say Nothing Day" - 2:49
8. "The Way Wasn't Me" - 4:01
9. "A Lonely View" - 3:17
10. "Sign, Sign" - 3:38
11. "Lugnet" - 0:41
12. "Soldiers on Leave" - 4:48

## Listplaceringar
| Lista (2007) | Topplacering |
| ------------ | ------------ |
| Sverige      | 17           |

### Fotnoter
1. ↑  Placeringar på den svenska albumlistan